# سوئتونیوس در مورد مسیحیان

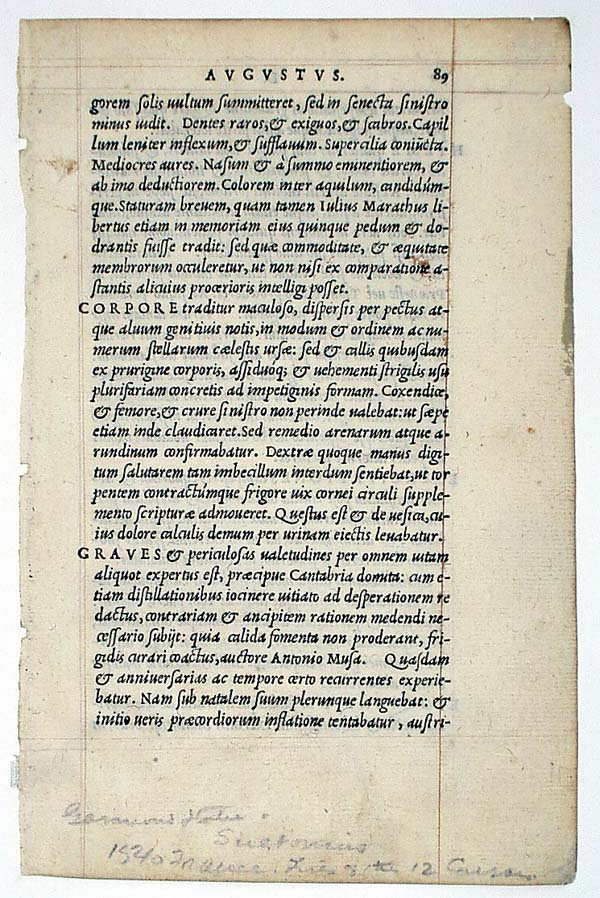
برخی از نوشته های سوتونیوس در باب مسیحیت

سوتونیوس در مورد مسیحیان (انگلیسی: Suetonius on Christians) تاریخ‌نگاری رومی سوئتونیوس (حدود ۶۹ پس از میلاد - حدود ۱۲۲ پس از میلاد) از مسیحیان اولیه نام می‌برد و ممکن است به عیسی مسیح در اثر خود در باب زندگی قیصرها. یکی از قسمت‌های زندگی‌نامه امپراتور کلودیوس دیووس کلودیوس ۲۵، به آشوب‌ها در تاریخ یهودیان در امپراتوری روم و اخراج یهودیان از روم توسط کلودیوس در طول سلطنت او (۴۱ پس از میلاد تا ۴۱) اشاره دارد. ۵۴ بعد از میلاد)، که ممکن است اخراج ذکر شده در اعمال رسولان (۱۸:۲) باشد. در این زمینه از «کرستو» یاد شده‌است. برخی از محققان این را به عنوان اشاره احتمالی به عیسی می‌دانند، در حالی که برخی دیگر آن را به عنوان اشاره به شخصی ناشناخته ساکن روم می‌دانند.